# Creoleon neurasthenicus
Creoleon neurasthenicus är en insektsart som först beskrevs av Navás 1913.  Creoleon neurasthenicus ingår i släktet Creoleon och familjen myrlejonsländor. Inga underarter finns listade i Catalogue of Life.